# Taranto Open 1989
Il Taranto Open 1989 è stato un torneo di tennis giocato sulla terra rossa. È stata la 3ª edizione del torneo, che fa parte della categoria Tier V nell'ambito del WTA Tour 1989. Si è giocato a Taranto in Italia, dall'1 al 7 maggio 1989.

## Campionesse

### Singolare
Karine Quentrec ha battuto in finale  Cathy Caverzasio con il punteggio di 6–3, 5–7, 6–3

### Doppio
Sabrina Goleš /  Mercedes Paz hanno battuto in finale  Sophie Amiach /  Emmanuelle Derly con il punteggio di 6–2, 6–2